# Charlie Young
Charles 'Charlie' Young es un personaje de ficción interpretado por Dulé Hill en la serie de televisión El Ala Oeste de la Casa Blanca. Durante la mayor parte de la serie interpreta el papel de "hombre del presidente", es el asistente personal del Presidente Josiah Bartlet. El puesto que ocupa le obliga a trabajar mano a mano con la secretaria personal del Presidente para asegurar el correcto desarrollo de las actividades del Despacho Oval.

## Su puesto en la Casa Blanca
En un principio acudió a la Casa Blanca para solicitar un empleo de mensajero a tiempo parcial, pero por sugerencia de la señora De LaGuardia (posterior Secretaria del Presidente tras la muerte de la señora Landingham) fue propuesto como sustituto de Ted Miller, anterior asistente personal del Presidente, siendo entrevistado por Josh Lyman para ver si es apto para el trabajo.
La madre de Young, agente de policía en Washington DC, fue asesinada en acto de servicio (hecho comentado en "Una respuesta proporcional"). Por ese motivo tuvo que hacerse cargo de su hermana Deena (a veces nombrada como Deanna), ya que su padre "hace siglos" que se fue. Charlie se graduó en el instituto público Theodore Roosevelt de Washington D.C., aunque llegaría a comentar que hubiese preferido ir al Gonzaga College, un instituto católico con gran reputación académica y con una tasa de criminalidad prácticamente nula. Pese a sus excelentes calificaciones, Charlie decidió no asistir a la Universidad hasta que su hermana terminase sus estudios. Sin embargo, durante la segunda temporada, decidió (bajo presión del propio Presidente) ir a clases a la Universidad de Georgetown compatibilizándolo con las obligaciones de su trabajo en la Casa Blanca.  
Después de licenciarse en Georgetown, Charlie fue obligado a cumplir la promesa que este le había hecho al presidente de mudarse y abandonar el puesto de asistente personal tras terminar la carrera. Lo cierto es que a Charlie le estaba resultando difícil hacerse a la idea de abandonar la Casa Blanca, y por ello finalmente C.J. Cregg, recientemente nombrada nueva Jefa de Gabinete tras el infarto de Leo McGarry, le ofreció quedarse como asistente especial suya. Un hombre llamado Curtis sustituyó a Charlie como "hombre del presidente".

## Relaciones personales
Charlie comenzó a salir con Zoey Bartlet, hija menor del Presidente, en la primera temporada. Por este motivo se convirtió en objetivo de un grupo terrorista racial. Posteriormente lo dejaron, aunque él a menudo ha demostrado su amor por ella. Durante la quinta temporada, Charlie mantuvo una breve relación con otra chica. Al principio no estaba muy claro si Charlie y Zoey se reconciliarían, aunque posteriormente fueron vistos sentados juntos en la  fiesta de cumpleaños de Zoey en la Sala Este mientras veían un programa de los humoristas Penn y Teller. En la sexta temporada se revela que han vuelto, como prueba la salida a hurtadillas de Charlie del cuarto de Zoey, aunque después es pillado por el presidente. Al día siguiente Charlie comentó que tenía pensado pedirle a Zoey que se casara con él, pero la serie nunca volvió a tocar el tema.
Charlie es también el mentor de Anthony, un chico problemático cuyo "hermano mayor", Simon Donovan (agente del Servicio Secreto y escolta de C.J. Cregg), fue asesinado al final de la tercera temporada.
Durante el acto por el cual la Biblioteca Presidencial Bartlet recibe este nombre, unos tres años después de la elección de Matthew Santos, Charlie felicita a Bartlet por su trabajo en las conversaciones de paz de Yakarta, Indonesia, si bien el papel del expresidente en ellas no queda muy definido.

## El Presidente Bartlet y Charlie: casi padre e hijo
En numerosas ocasiones se observa que la relación del presidente Bartlet con Charlie va más allá de lo profesional. Mientras Zoey Bartlet se encuentra secuestrada la familia Bartlet asiste a una misa privada en la que Charlie es la única persona en ella que no es de la familia. 
Justo antes del Día de Acción de Gracias, Charlie tuvo que recorrer toda la ciudad de Washington para encontrar un cuchillo de trinchar de última generación para utilizarlo en las comidas de celebración de la familia Bartlet. Después de que el presidente rechazara todos los que Charlie le había llevado, este terminó por preguntarle por qué era tan importante, a lo que contestó que debería ser tan especial como para pasarlo de una generación a otra. Charlie entonces preguntó al presidente que por qué no tenía uno, y este le dijo que sí lo tenía, pero que lo quería regalar. Cuando le preguntó a quién, Bartlet cogió el estuche con el cuchillo, hecho doscientos años antes para la familia Bartlet por Paul Revere (un orfebre de Boston y patriota de la Revolución Americana) y se lo dio a él.
En el último día de Bartlet como Presidente de los Estados Unidos, Charlie le reveló que había sido aceptado en el programa de admisión de la Facultad de Derecho de Georgetown. Bartlet le dio a Charlie un último regalo, una copia de la Constitución de los Estados Unidos que el padre del presidente le había regalado a este cuando terminó el instituto.
- Datos: Q3666688